# Vallby, Vaksala socken
Vallby är en småort i Vaksala socken i Uppsala kommun. Vallby är belägen strax nordöst om centrala Uppsala, på vägen mot tätorten Skölsta.